# أوسامو أداتشي
أوسامو أداتشي (باليابانية: 足立 理) هو ممثل ياباني، ولد في 22 ديسمبر 1987 بطوكيو في اليابان.

## وصلات خارجية
- أوسامو أداتشي على موقع IMDb (الإنجليزية)
- أوسامو أداتشي على موقع قاعدة بيانات الفيلم (الإنجليزية)